# CIWL Typ P

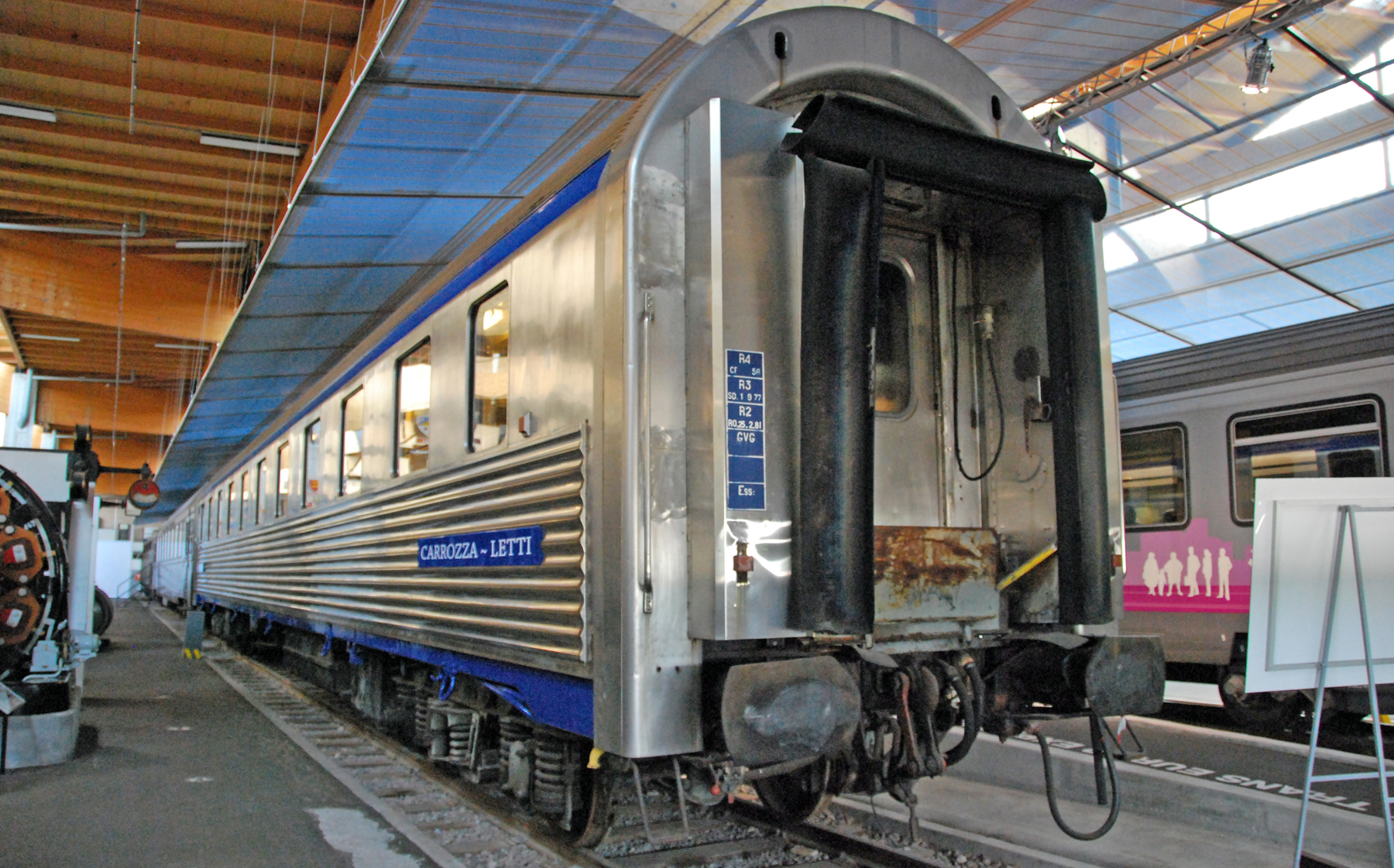
CIWL Typ P

Der Typ P der Compagnie Internationale des Wagon-Lits (CIWL) war eine Schlafwagen-Type mit Außenhaut aus blankem Edelstahl.

## Geschichte
Die Type P wurde nach dem damaligen Chefingenieur Albert Pillepich benannt und in Lizenz von Budd nach amerikanischem Vorbild hergestellt. Das an die französischen INOX-Wagen erinnernde Aussehen in blankem Metall blieb beim sonst von der Farbe Blau dominierten Fahrzeugpark der CIWL einzigartig.
Insgesamt 80 Wagen wurden 1955 von den Unternehmen Le Brugeoise et Nivelles, Ansaldo, Carel & Fouché sowie Fiat Ferroviaria gebaut. Sie erhielten die laufenden Nummern 4501 bis 4580. Die Wagen besaßen 20 ineinander verschachtelte Einzelabteile der „Spezial-Klasse“ nach Vorbild der amerikanischen „Double-Roomettes“, wobei die Frequenz dieser in Europa unbekannten Einzelabteile von Beginn an sehr zu wünschen übrig ließ. Um 1970 wurden die Wagen von Faltenbalg- auf Gummiwulst-Übergänge umgebaut.
Nach der Übernahme des CIWL-Fuhrparks in den Besitz der jeweiligen Staatsbahnen bzw. durch Trans-Euro-Nacht wurden in den Jahren 1992 bis 1994 im RSI-Werk Ostende 20 Fahrzeuge für die ÖBB, die Nederlandse Spoorwegen sowie die Belgischen Staatsbahnen umfassend umgebaut. Dabei entstanden aus 20 Einbettabteilen 10 geräumige Dreibettabteile mit Waschbecken, Tisch und Sessel; die relativ engen Toilettenräume und das Dienstabteil am Ende ohne Einstieg blieben bestehen. Die Klimaanlagen wurden erneuert und neue Drehgestelle ermöglichten eine Geschwindigkeit von 160 km/h. Das Innenraumdesign in Pastelltönen und die Farbgebung mit kobaltblauem Fensterband und gelbem Begleitstreifen darüber wurde von Wolfgang Valousek gestaltet.
10 Fahrzeuge erhielten die ÖBB mietweise und bezeichneten sie als WLAB AB30, wobei diese vorerst im Besitz der CIWL verblieben und von dieser auch bewirtschaftet wurden. Die NS und SNCB betrieben je fünf Wagen bis 2003 und beendeten dann beide den Betrieb eigener Schlaf- und Liegewagen. Die NS-Wagen gingen zunächst an Euro-Express Treincharter, die SNCB-Wagen an TTC, beide Unternehmen setzten sie in saisonalen Urlaubszügen ein. Die ÖBB schieden die letzten Wagen im Jahr 2017 aus.
Heute (2023) werden die verbleibenden Wagen bei TRI Train Rental, Euro-Express Sonderzüge und der MSM-Gruppe in Urlaubszügen eingesetzt (teilweise als Ersatzteilspender). Ein ehemaliger ÖBB-Wagen wird im Eisenbahnmuseum Strasshof erhalten. Ein Wagen im Zustand der 1970er/80er Jahre mit 20 Einzelabteilen befindet sich im Eisenbahnmuseum Mülhausen.
Mehrere Modelleisenbahnhersteller, darunter Kleinbahn, LS Models und Heris haben Modelle des Typs P herausgebracht.

## Technik
Die Fahrzeuge sind über Puffer 24,05 m lang, 4.253 mm hoch und liefen ursprünglich auf Drehgestellen der Bauart Schlieren mit einem Achsstand von 2.500 mm und einem Drehzapfenabstand von 16.500 mm. Die Außenhaut besteht aus nichtrostendem Stahl in einer besonderen Legierung. Die Leermasse betrug ursprünglich 44 t. Die Faltenbalg-Übergänge wurden in den 1970er Jahren durch Gummiwülste ersetzt. Der Innenraum beinhaltete 20 eineinhalbstöckige, ineinander verschachtelte Einzelabteile.
Nach dem umfassenden Umbau besaßen die Wagen je 10 Dreibettabteile mit jeweils zwei Fenstern pro Abteil, die aus handbetätigten Drehtüren bestehenden Einstiege waren nur an einem Wagenende vorhanden. Alle Wagen waren nun klimatisiert.

## Bilder

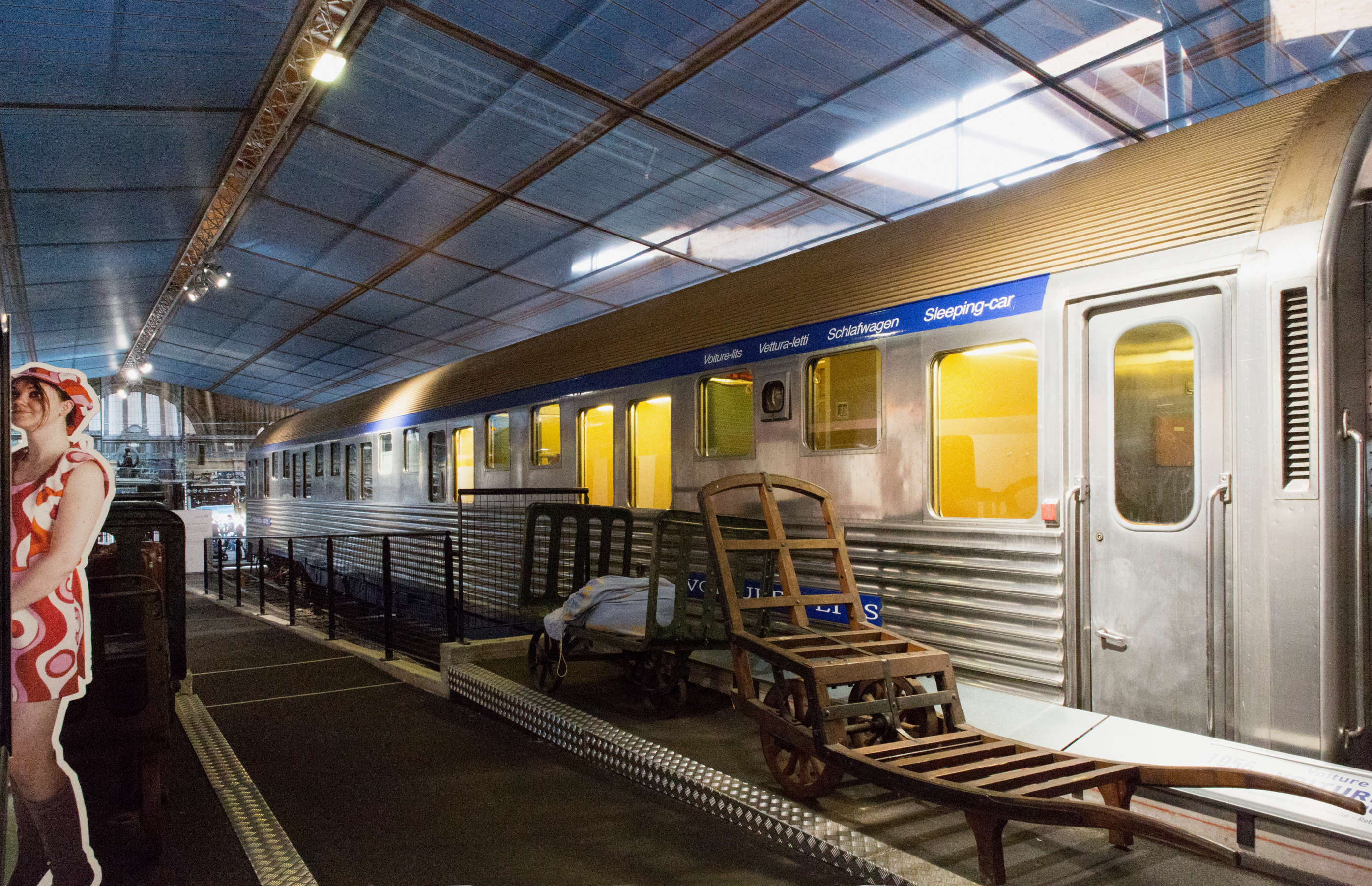
Abteilseite im Original
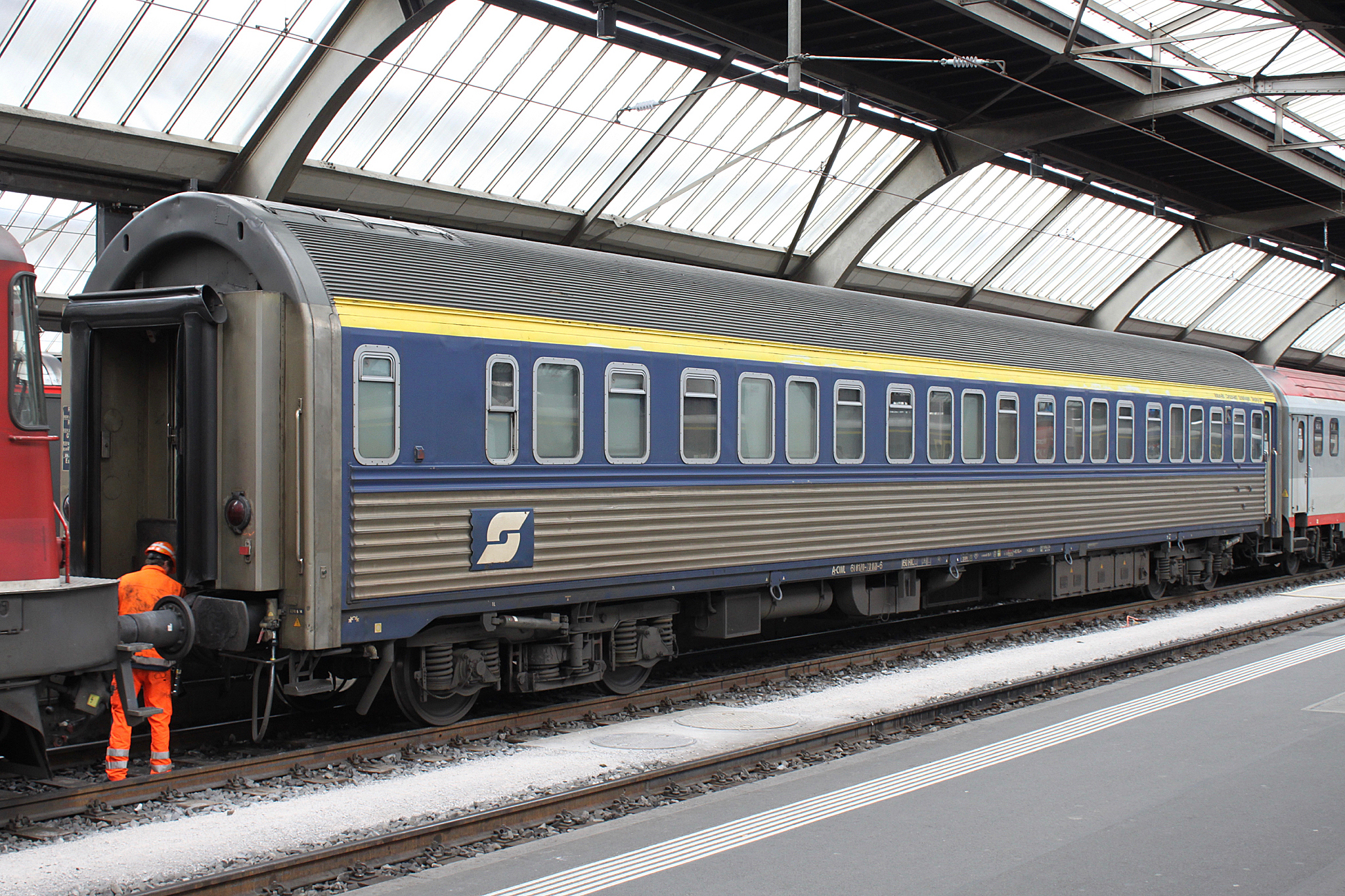
Abteilseite nach Umbau (2016)
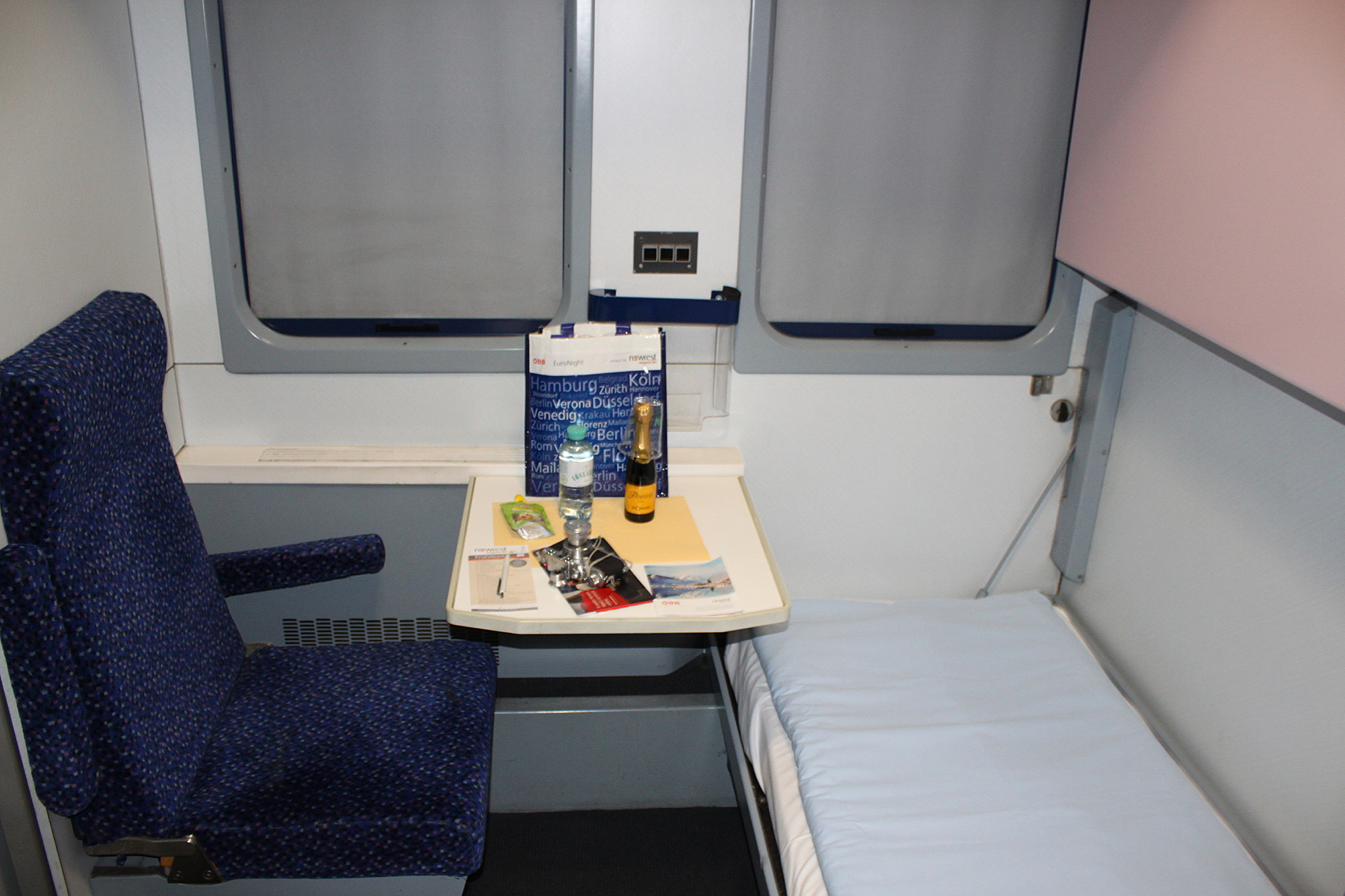
Modernisiertes Abteil (2016)
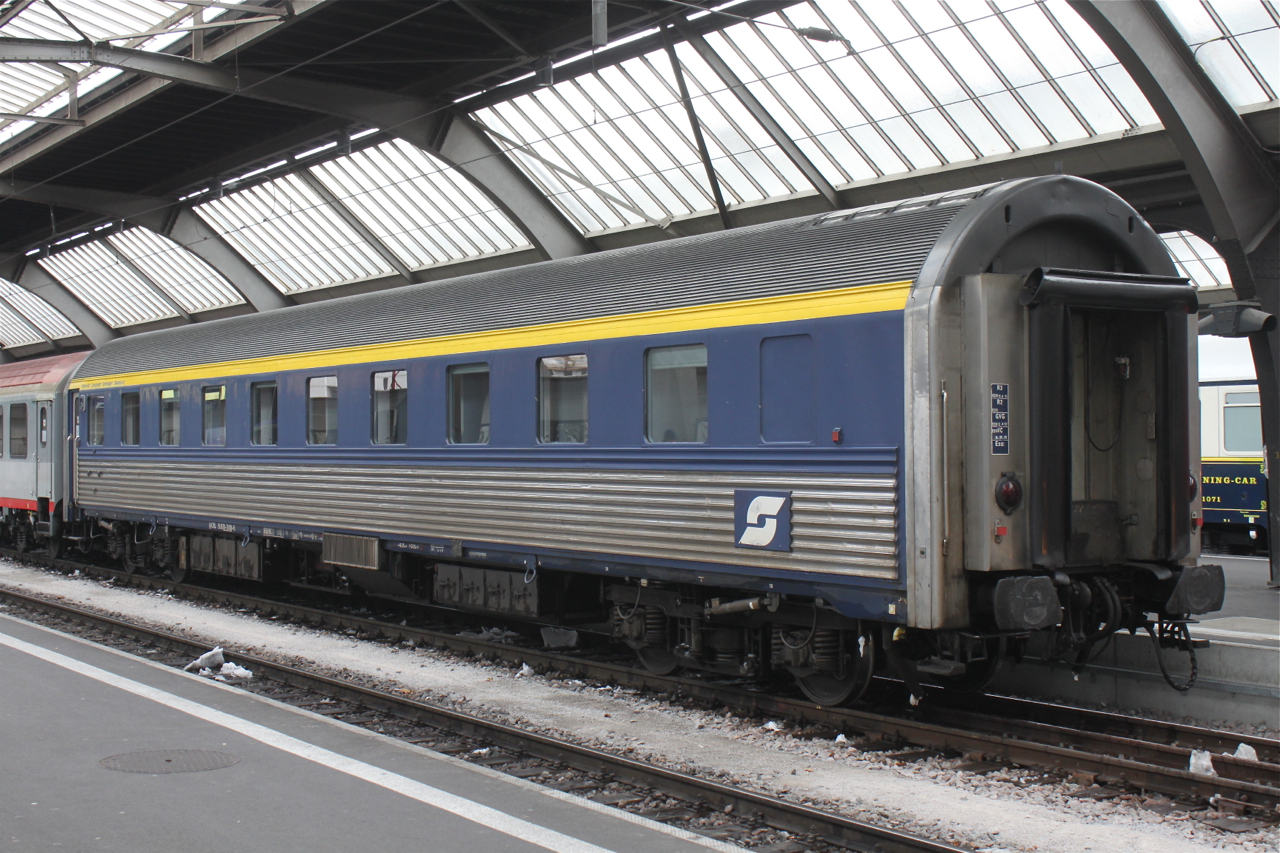
Gangseite (2012)
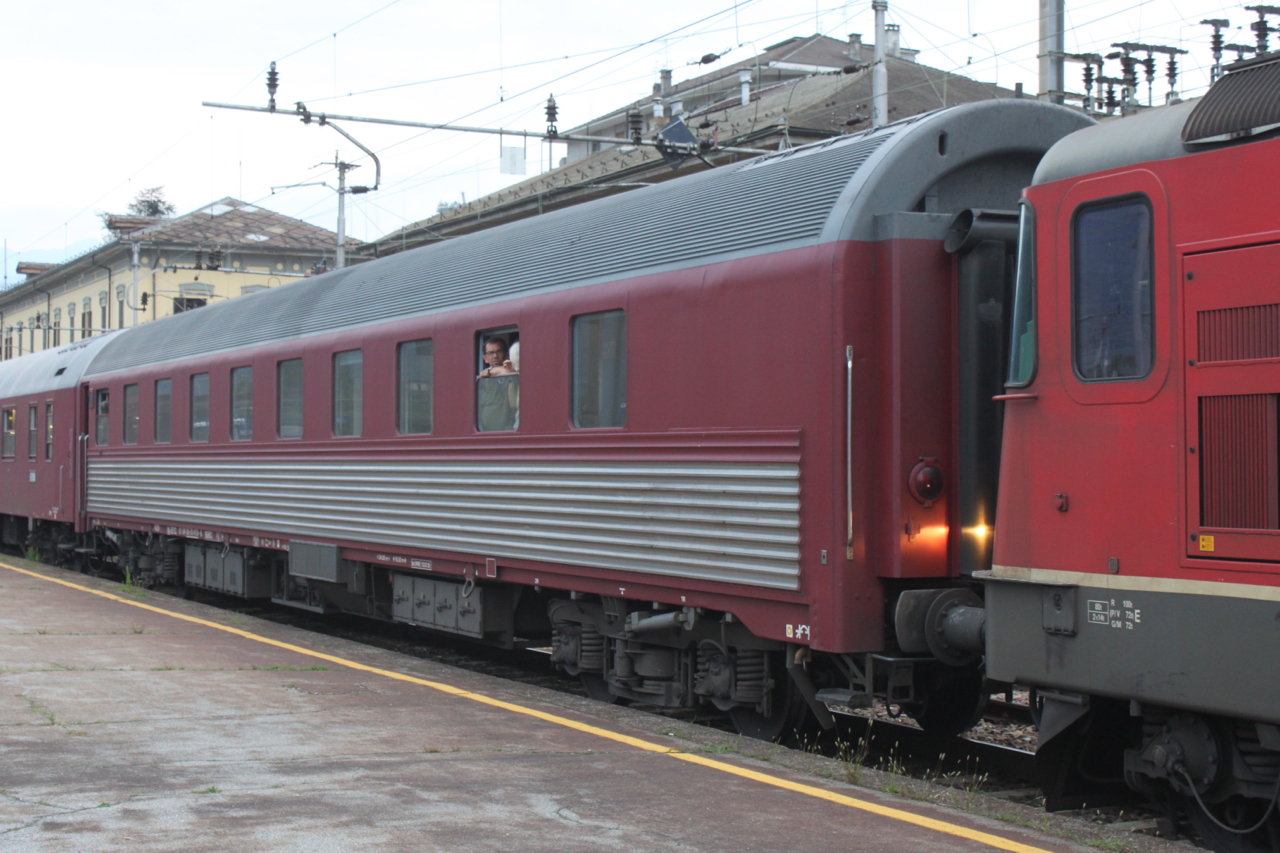
WLABm der NL (2011)
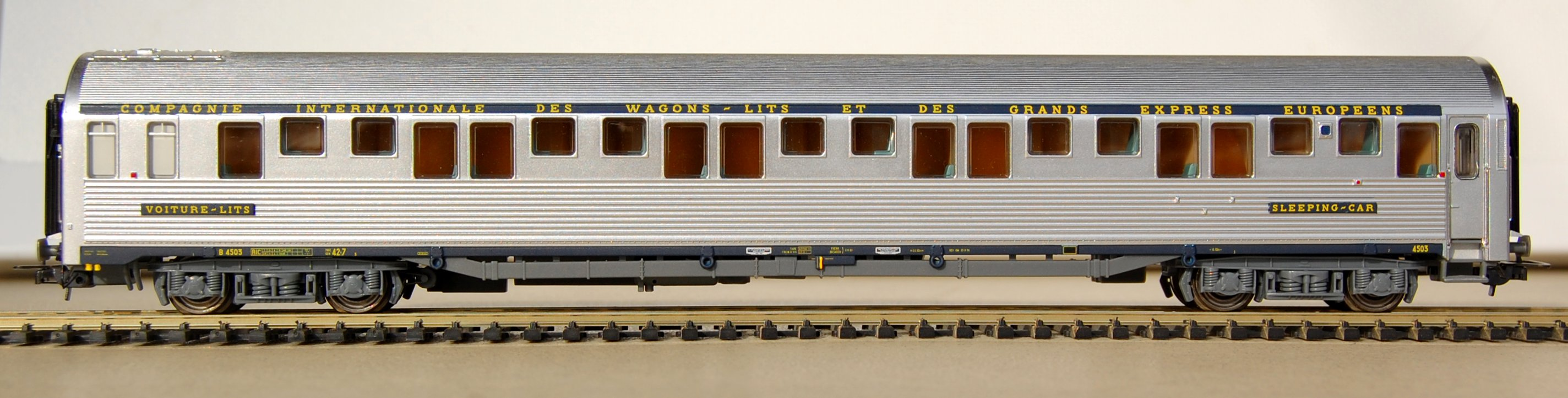
Modell von LS Models (Abteilseite im Originalzustand)